# Retaliate
Albums de Angerfist
Mutilate
(2008) The Deadfaced Dimension
(2014)
Retaliate est le troisième album, composé par le producteur et DJ néerlandais Angerfist, commercialisé le 26 novembre 2011. Il précède l'album Mutilate commercialisé en 2008.

## Production et accueil
Trois ans après la commercialisation du dernier album, Retaliate est distribué par Cloud 9 Music BV et par le label emblématique Masters of Hardcore ; il apparaît le 26 novembre 2011 aux Pays-Bas, même année durant laquelle Angerfist atteint pour la 39e place du classement DJ Mag Top 100. Jay Gary du Central Michigan Life explique que « Retaliate est un album massif, composé de 45 musiques originales et remixées par d'autres artistes de la scène electronica tels Predator, Lady Kate, Radium et Drokz. C'est un choix assourdissant pour tous fan de gabber. » De plus, une tournée éponyme a été organisée en Ukraine. La promotion de l'album s'est également effectuée en Asie et en Amérique avant la diffusion d'un nouvel extended play intitulé Buckle Up And Kill.
Durant la revue de Jay Gary, ce dernier attribue une note de quatre étoiles sur cinq, ajoutant que « si vous écoutez cet album, tâchez de tenir vos enfants à l'écart. » Martin van Zeelandt, du Crazy Dutchman's Blog, attribue la plus haute note de 10++/10. Le site Partyflock attribue une note générale de 81 sur 100.

## Pistes

### Disque 1
| No  | Titre                                           | Durée |
| --- | ----------------------------------------------- | ----- |
| 1.  | Perfect Fury                                    | 5:10  |
| 2.  | Bloodrush (Vs Lady Kate)                        | 4:40  |
| 3.  | The Depths of Despair (Official MOH Anthem)     | 5:07  |
| 4.  | Assault (Vs Radium)                             | 5:12  |
| 5.  | Incoming                                        | 5:32  |
| 6.  | Dreams (Vs Hellsystem)                          | 3:58  |
| 7.  | Bite Yo Style (Dyprax Remix)                    | 5:10  |
| 8.  | Who Cares?                                      | 3:45  |
| 9.  | The Road To Fame                                | 4:04  |
| 10. | Take The Power (vs Rudeboy & MC Syco)           | 5:19  |
| 11. | The Voice Of Mayhem (vs Outblast & Tha Watcher) | 6:09  |
| 12. | Dortmund 2011 (feat MC Syco)                    | 5:05  |
| 13. | F@cking Wit Yo Head (vs T-Junction)             | 4:26  |
| 14. | Retaliate                                       | 4:40  |
| 15. | Mafia                                           | 3:49  |

### Disque 2
| No  | Titre                                                          | Durée |
| --- | -------------------------------------------------------------- | ----- |
| 1.  | Raise Your Fist Again (feat MC Da Mouth Of Madness)            | 4:46  |
| 2.  | The Before (vs Dyprax)                                         | 5:15  |
| 3.  | The Ugly Side Of Life (as part of The Supreme Team)            | 5:05  |
| 4.  | Strangle And Mutilate (Negative A & Counterfeit Remix)         | 4:39  |
| 5.  | How Soon We Forget (by T-Junction & Rudeboy / Angerfist Remix) | 4:45  |
| 6.  | Riotstarter (S.O.E Remix)                                      | 4:43  |
| 7.  | Guts Full Of Lead                                              | 3:00  |
| 8.  | Delusion (vs Outblast)                                         | 5:40  |
| 9.  | The Milition (vs Predator)                                     | 5:48  |
| 10. | Odious (vs Outblast)                                           | 5:21  |
| 11. | Right Through Your Head (Tieum Remix)                          | 4:45  |
| 12. | A New Level Of Freak (vs T-Junction)                           | 4:20  |
| 13. | Just Know (vs Tieum)                                           | 4:42  |
| 14. | And Jesus Wept                                                 | 4:40  |
| 15. | My Critic Fetish (Akira Remix)                                 | 5:31  |

### Disque 3
| No  | Titre                                                  | Durée |
| --- | ------------------------------------------------------ | ----- |
| 1.  | Conspiracy                                             | 4:08  |
| 2.  | The Pearly Gates (vs Dyprax)                           | 5:18  |
| 3.  | Still Krazy                                            | 4:40  |
| 4.  | Dance With The Wolves (Randy & Radium Remix)           | 6:30  |
| 5.  | Conflict (vs Dazzler)                                  | 5:28  |
| 6.  | No Escape From My Wrath (Eastside Connection Remix)    | 6:13  |
| 7.  | In A Million Years (Nosferatu Remix)                   | 5:29  |
| 8.  | Don't Fuck Around (vs Mad Dog & Predator)              | 5:12  |
| 9.  | No Fucking Anticipation (vs Vince / Accelarator Remix) | 5:16  |
| 10. | Shitty Rave Track (vs Tieum)                           | 4:53  |
| 11. | Somewhere Down The Lane                                | 4:17  |
| 12. | The Murder Tune                                        | 3:34  |
| 13. | Deathmask (vs Drokz)                                   | 4:40  |
| 14. | Yes (Znooptokkie Drokz Remix)                          | 4:57  |
| 15. | Fuck The Promqueen (Remastered 2011 Edit)              | 3:34  |

## Samples
- Incoming reprend un dialogue du doublage anglais de la série d'OAV Hellsing Ultimate (épisode trois).
- Odious est un sample de la chanson de Linkin Park Wretches and Kings.
- Who Wares (également connue sous le nom de Bite yo Style) est un sample d'un titre d'Eminem Just don't give a fuck.
- Somewhere down the lane utilise des chœurs de la chanson Informer de Snow.
- A New Level Of Freak reprend des sons de la série télévisée Supernatural.